# OAO TMK
"TMK" (russisk: ПAO Трубная Металлургическая Компания) er en russisk producent af stålrør og rørløsninger. Deres produkter bruges i olie- og gasindustri, kernekraft, kemi og byggeri. De har produktion i Rusland, Kasakhstan, Rumænien og Tjekkiet. TMK blev etableret i 2001